# Indiánkitelepítési határozat

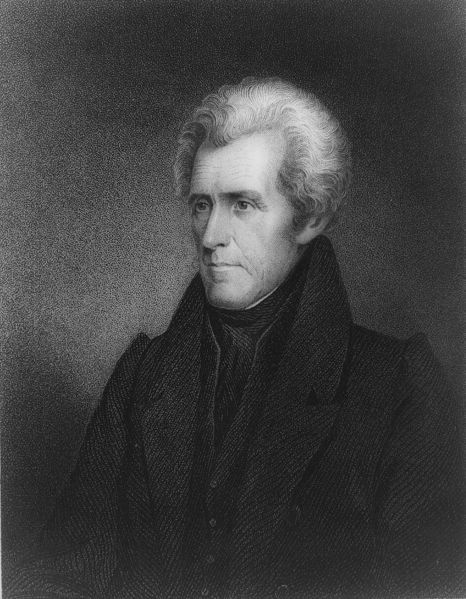
Andrew Jackson elnök 1829-es üzenetében fogalmazta meg egy indián-kitelepítési határozat szükségességét.

Az indiánkitelepítési határozatot, angolul: Indian Removal Act, Andrew Jackson elnök írta alá és iktatta törvénybe 1830. május 28-án, mint a kormányzati indiánkitelepítő program egyik fontos elemét. Főként a déli államok pártolták, amelyek minél előbb el akarták foglalni az „Öt civilizált törzs” földjeit. Különösen Georgia állam – az akkori államok legnagyobbika – állt állandó jogi huzavonában a cseroki törzzsel. Jackson elnök, aki elsősorban nemzetbiztonsági okokra hivatkozva szorgalmazta az indiánok kitelepítését, azt remélte, hogy a kitelepítéssel rendezheti a georgiai helyzetet is. A kitelepítésnek elviekben ugyan önkéntes alapon kellett volna működnie, a gyakorlatban azonban az indián vezetőket jelentős nyomásgyakorlással kényszerítették a kitelepítési szerződések aláírására. Pártállástól függetlenül az események valamennyi megfigyelője egyetértett abban, hogy a határozat keresztülvitelével előbb-utóbb gyakorlatilag minden indiánt el fognak távolítani az államokból. Ekkor már a kitelepítést korábban még ellenző indián vezetők némelyike is megingott elhatározásában, különösen Jackson elnök 1832-es, földcsuszamlásszerű újraválasztását követően.
Bár a legtöbb fehér amerikai támogatta a kitelepítési határozatot, azért jelentős ellenállás is akadt: számos keresztény misszionárius, köztük Jeremiah Evarts szólalt fel a határozat elfogadása ellen. A kongresszus sorai közül Theodore Frelinghuysen, New Jersey szenátora és a Tennessee állambeli David Crockett emelt szót a határozat törvénybe iktatása ellen, aminek az elfogadását így igen heves viták előzték meg a kongresszusban.
A határozat rendelkezései szerint megkötött – sok esetben inkább kierőszakolt – szerződések így több tízezer indián nyugatra való kitelepítését tették lehetővé. Az első ilyen szerződés Dancing Rabbit Creek (Táncoló Nyúl-csermely) településéhez, 1830. szeptember 27-éhez kötődik, amikor is a Mississippi partján élő csaktók némi fizetség és nyugati területek fejében lemondtak addig elfoglalt földjeikről. New Echota 1835-ben aláírt szerződése nyomán aztán a cserokikat is kitelepítették a hírhedtté vált Könnyek ösvényén.